# ЗИС-110В
ЗИС-110В — советский кабриолет высшего класса. Автомобиль был изготовлен в трёх экземплярах в 1957 году.
Выполнен на базе ЗИС-110Б и отличался от него наличием наличием гидравлического привода складного тента, стёкол в дверях и перегородки позади переднего сиденья. Визуальным отличием ЗИЛ-110А от фаэтона ЗИС-110Б были поворотные форточки в передних дверях и отсутствием третьих боковых окон. Тент в сложенном положении накрывался декоративным кожаным чехлом.
В связи с переименованием завода из ЗИС в ЗИЛ, готовая модель, при проектировании обозначенная как ЗИС-Э110В, получил название ЗИЛ-110В.
По состоянию на 2020 год известен только один сохранившийся ЗИЛ-110В.
Для парадов ЗИЛ-110В никогда не использовали. Он стал основной для отработки конструкции складного тента с приводом перед выпуском открытой модели следующего поколения ЗИЛ-111.
В экспозиции музея экипажей и автомобилей, организованного Авторевю в 2002—2009 годах также был экземпляр этого автомобиля.

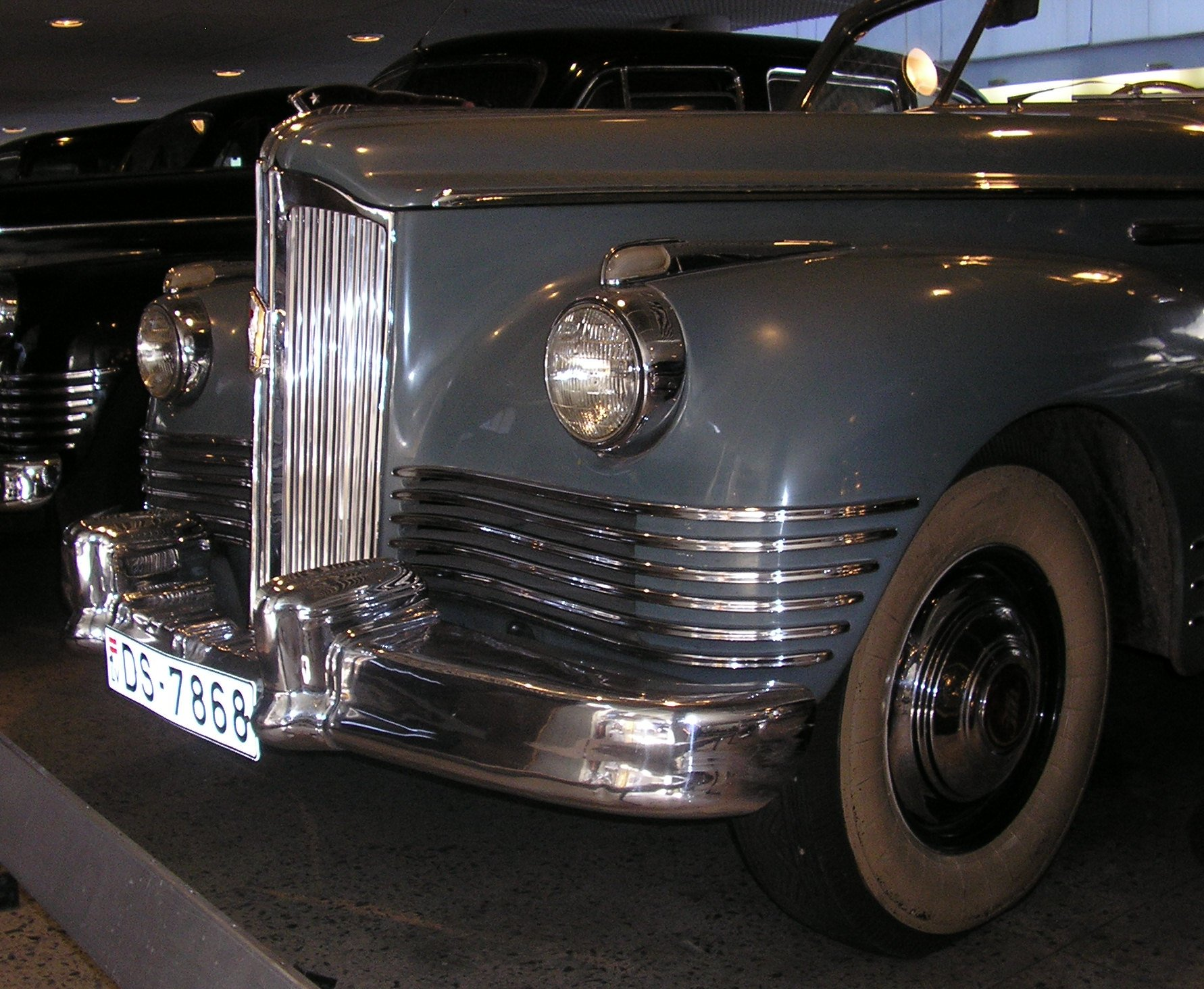
Латвийский автомобиль ЗИС-110В